# Emmanuel de Rohan-Polduc
Emmanuel de Rohan-Polduc (La Mancia, 18 aprile 1725 – La Valletta, 14 luglio 1797) è stato Gran Maestro dell'Ordine di Malta dal 1775 fino alla sua morte.

## Biografia
Membro della ricca e influente famiglia francese dei Rohan imparentata con i Borbone, Emmanuel de Rohan-Polduc successe all'impopolare Gran Maestro Francisco Ximenes de Texada, caduto dopo la Cospirazione di Pontcallec. In gioventù aveva studiato alla corte di Parma e di Londra ed era divenuto in seguito Ambasciatore dell'Ordine presso l'Imperatore Francesco I. Divenuto generale, passò al comando della flotta maltese che anche da Gran Maestro promosse grandemente, fondando nell'università di Malta una cattedra di Navigazione e di Matematica, disciplina che egli riteneva fondamentale per lo studio strategico della navigazione militare.
Durante il suo regno vennero costruiti il Forte Tigne  e la Torre di San Luciano, dove vennero poste diverse batterie d'artiglieria, e per questo motivo la torre prese il nome di Forte Rohan.
Rohan-Polduc fu anche l'autore del Code de Rohan, un libro di giurisdizione costituzionale pubblicato in due volumi col titolo di San Giovanni di Gerusalemme, Rodi e Malta nel 1782.
Fu iniziato in Massoneria, probabilmente a Parma.
Fu infine proprio Rohan-Polduc che elevò il piccolo villaggio di Żebbuġ allo status di città, cambiandone il nome in Città de Rohan. Per commemorare questo evento la popolazione di Żebbuġ costruì un arco trionfale.
Venne sepolto a La Valletta nella Concattedrale di San Giovanni.